# لیتل اورزدن
لیتل اورزدن (به انگلیسی: Little Eversden) یک روستا و محله مدنی در بریتانیا است که در کمبریج‌شر جنوبی واقع شده‌است. لیتل اورزدن ۵۵۹ نفر جمعیت دارد.